# Битва у Мессінській протоці
Битва у Мессінській протоці — епізод бойових дій греко-карфагенської війни, котрий стався на завершальному етапі походу епірського царя Пірра до Сицилії.
У 278 р. до н. е. грецькі колоній Сицилії закликали Пірра на допомогу проти карфагенян. Хоча первісно кампанія епірського воїтеля розвивалась успішно, проте у підсумку він поборами та своєю поведінкою відштовхнув від себе мешканців острова та у 276 р. до н. е. змушений був полишити його. З собою Пірр забрав 110 палубних бойових кораблів, наготованих раніше для африканської експедиції проти Карфагену (хоча на Сицилію він прибув із меншим флотом, проте захопив велику кількість суден у арсеналах Сиракуз). Крім того, в епріського царя була ще більша кількість транспортних та посильних суден.
У Мессінській протоці Пірр був вимушений вступити у битву з карфагенянами, в якій зазнав важкої поразки. Він втратив 70 бойових кораблів потопленими та значну кількість пошкодженими, так що повністю боєздатними лишилося тільки 12 із 110.
Водночас, Пірру все-таки вдалось переправити на Апеннінський півострів своє військо, котре навіть після непростої сутички з мамертинцями, котрі заздалегідь висадились у Калабрії, нараховувало 20 тисяч піхотинців та 3 тисячі вершників.